# 강습상륙함

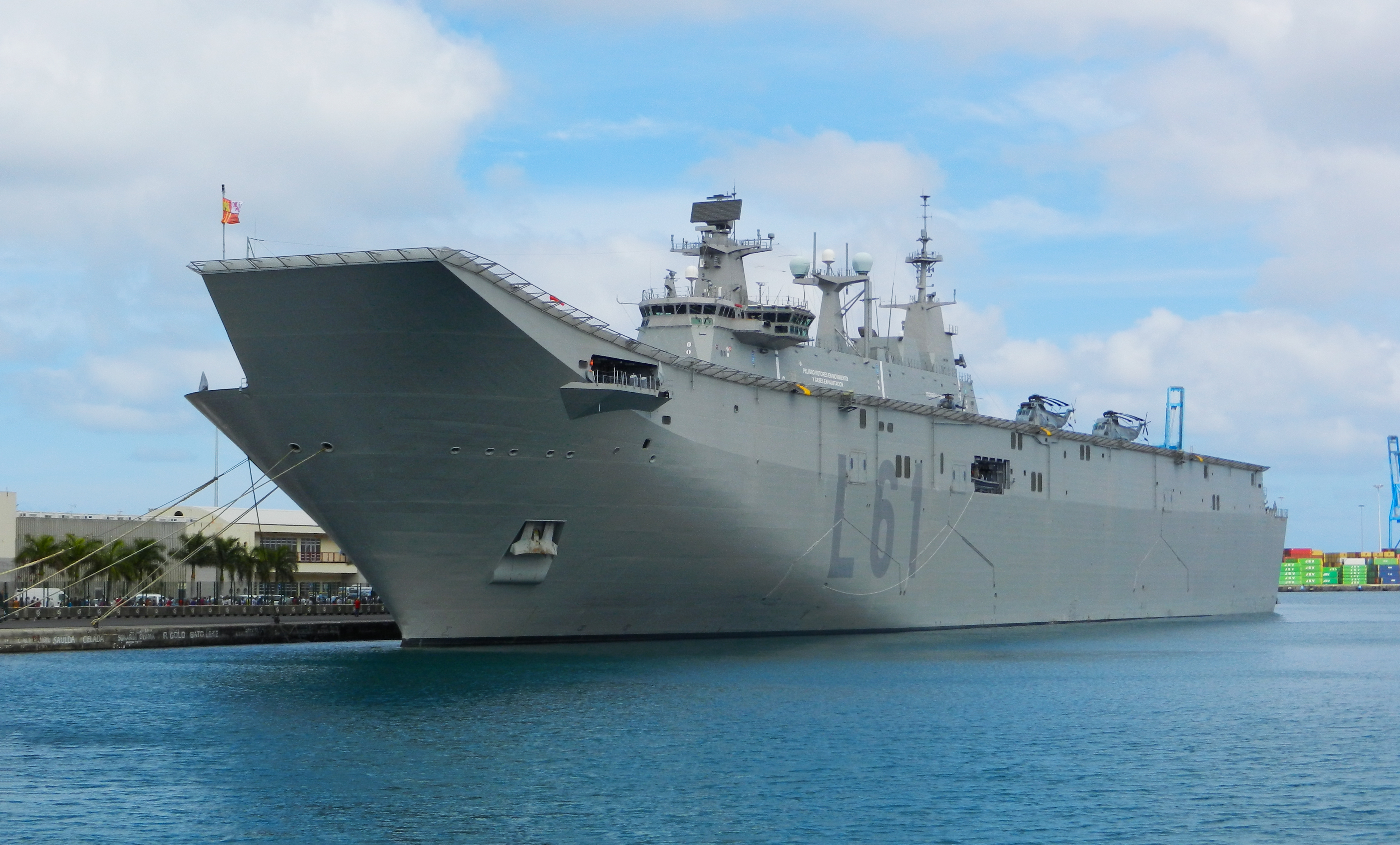

강습상륙함(强襲上陸艦, 영어: amphibious assault ship, commando carrier, amphibious assault carrier)은 헬리콥터 항공모함의 한 유형이다. 상륙작전으로 적의 영토에 지상군을 보내는 역할을 하는 군함이다.

## 유형
헬기 여러 대가 동시에 이착륙할 수 있는 대형 비행갑판을 갖춘 상륙함을 흔히 강습상륙함(LPH·LHA·LHD)이라고 부른다.

### LPH
LPH는 도크 대신 헬기갑판을 갖추고 헬기를 이용해 병력을 상륙시키는 것이 주임무인 상륙함이다. 대한민국의 18000톤급 독도함이 있다.

### LHA
1960년대 말에 처음 출현한 LHA는 LSD·LPD·LPH 등 기존 대형 상륙함정의 능력을 종합한 만능형 상륙함이다. 도크를 통한 상륙주정 탑재 능력은 물론 헬기 탑재 능력까지 갖춘 것이 특징이다. 미국의 4만톤급 타라와급 강습상륙함이 있다.

### LHD
LHD는 LHA와 유사한 기능을 갖추고 있지만 도크를 통한 상륙주정 탑재 능력이 좀 더 강화됐다. 미국의 4만톤급 와스프급 강습상륙함이 있다.

## 같이 보기
- 상륙작전
- 상륙함
- 전차상륙함
- 상륙정
- 헬리콥터 항공모함
- 독도급